# Kolpino

Kolpino ligger i Kolpino rajon, här markerad i Sankt Petersburgs federala stadsområde.

Kolpino (ryska: Колпино) är en förort till Sankt Petersburg i Ryssland. Folkmängden uppgick till 144 801 invånare i början av 2015.